# Germán Lux
Germán Darío Lux (Carcarañá, 7 de junho de 1982) é um ex futebolista argentino que atuava como goleiro. Seu último clube foi o River Plate.
Foi contratado pelo Deportivo em julho de 2011, ficando por 6 temporadas no time de Corunha.

## Títulos
River Plate
- Campeonato Argentino: 2002, 2003, 2004, 2021
- Copa Argentina: 2016–17, 2018-19
- Copa Libertadores da América: 2018
- Recopa Sul-Americana: 2019
- Supercopa Argentina: 2017, 2019
- Trofeo de Campeones: 2021

Deportivo La Coruña
- Troféu Teresa Herrera: 2012, 2014, 2015, 2016

Argentina
- Copa Mundial de Fútbol Sub-20 2001
- Preolímpico Sudamericano Sub-23 2004
- Juegos Olímpicos 2004